# Lupo di Ansbach

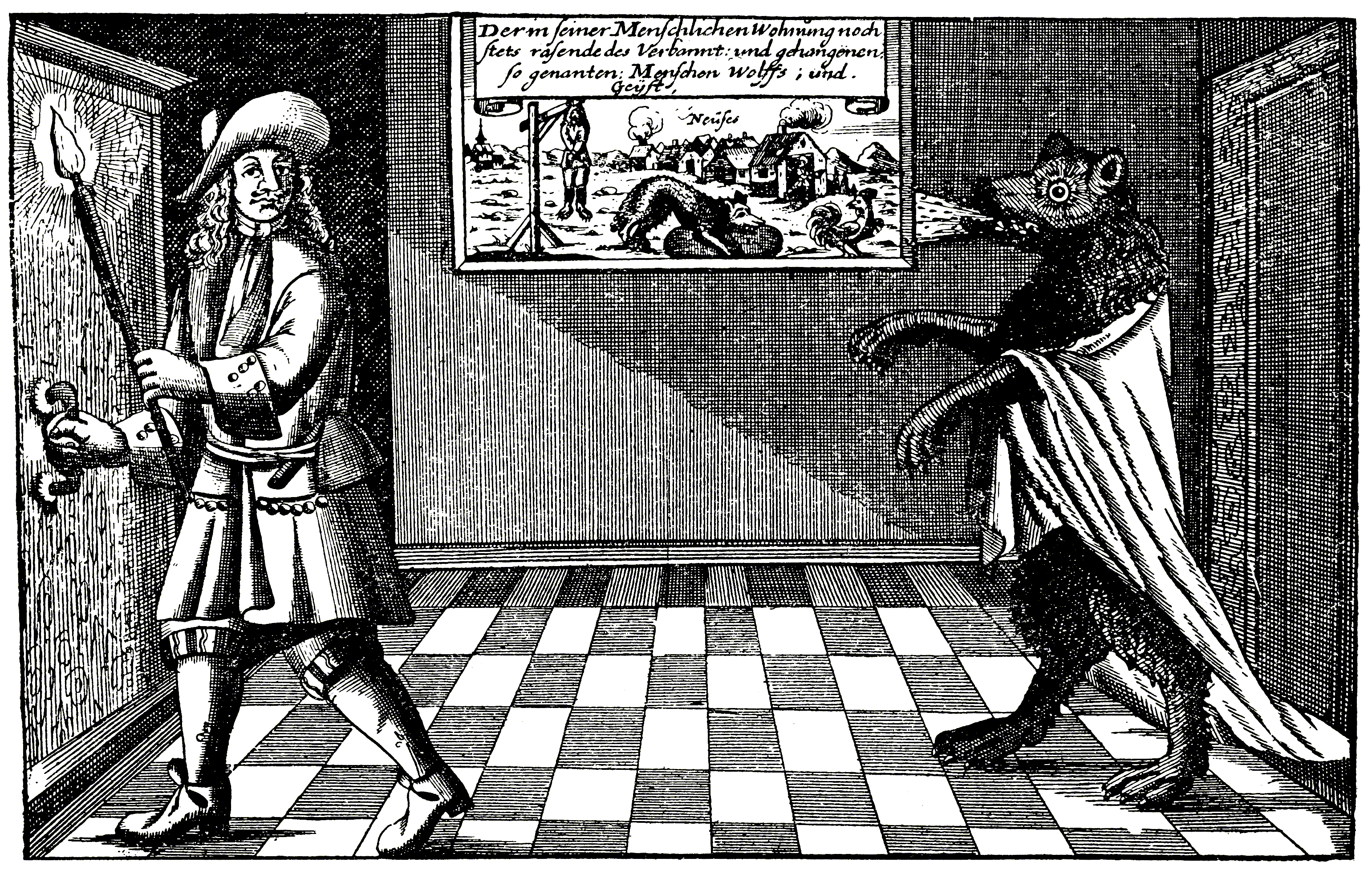
Il borgomastro Michael Leicht visita la propria vecchia casa in sembianze di lupo mannaro, scacciando i nuovi inquilini, incisione, 1685 circa

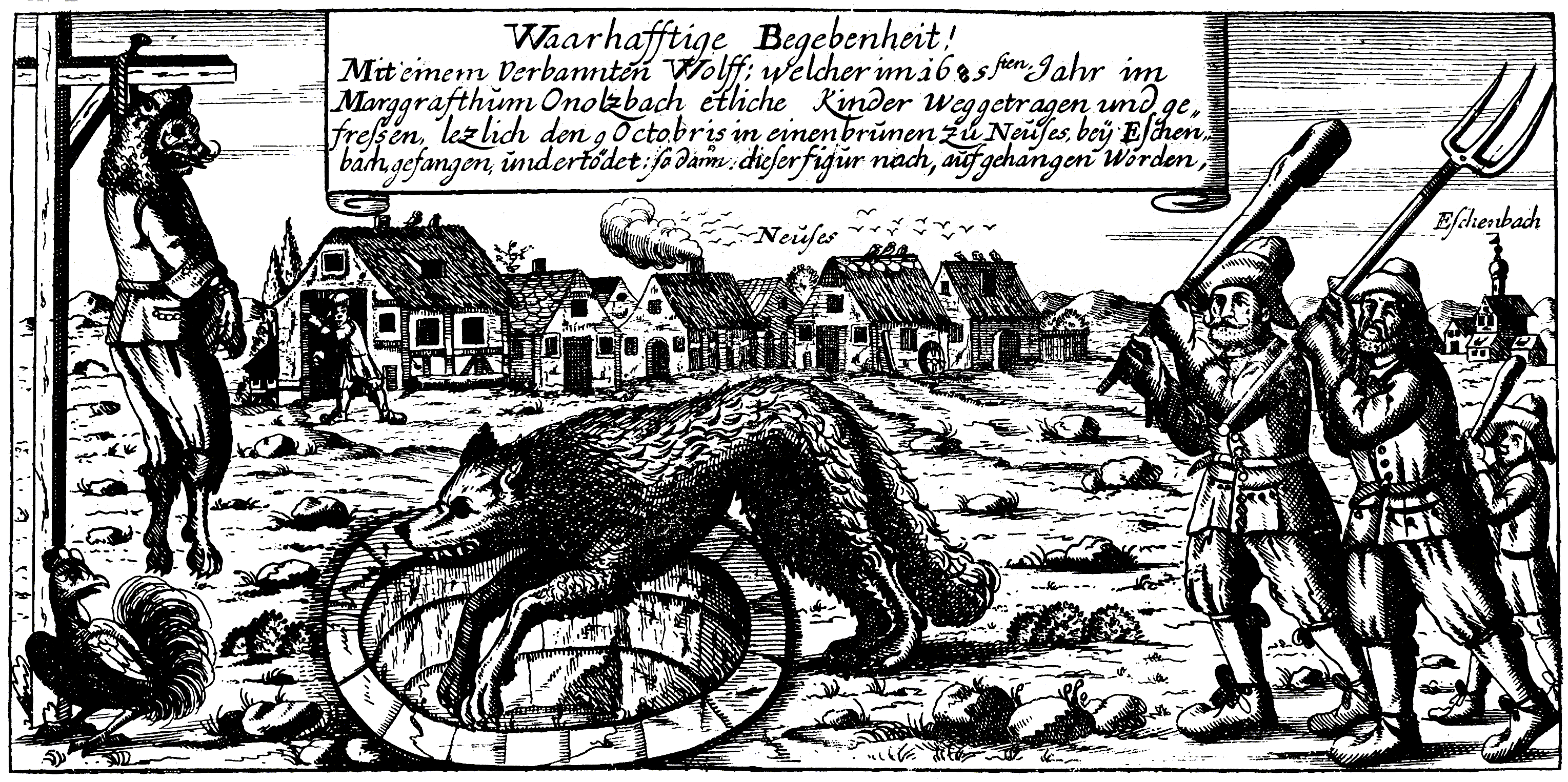
La caccia e l'impiccagione del lupo, incisione, 1685 circa

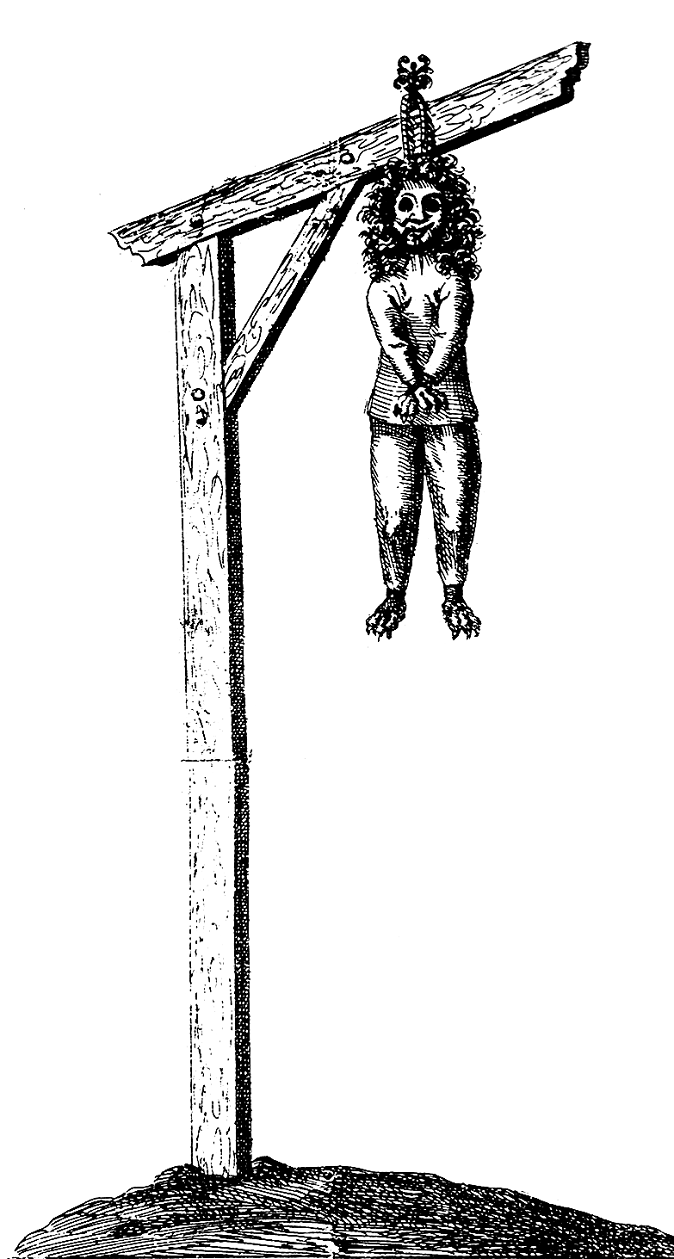
Il lupo di Ansbach impiccato alla forca, incisione, 1685 circa

Il lupo di Ansbach (conosciuto anche come lupo mannaro di Ansbach) fu un lupo antropofago che, nel 1685, attaccò un numero imprecisato di persone nel Principato di Ansbach, all'epoca parte del Sacro Romano Impero.

## Storia
Nel 1685 un lupo cominciò ad attaccare il bestiame al pascolo nei dintorni di Ansbach, una piccola città a sud-ovest di Norimberga. Tali avvenimenti erano considerati comuni nell'Europa del XVII secolo, ma in seguito l'animale iniziò ad aggredire anche contadini e pastori, uccidendo alcuni bambini. Parte degli abitanti di Ansbach credette che quello non fosse un normale lupo, bensì che si trattasse dell'anima del defunto borgomastro Michael Leicht, odiato dal popolo perché dispotico e disonesto, il quale, per punizione divina, si sarebbe reincarnato in un canide. Sempre secondo la popolazione, Leicht era stato visto tra la folla mentre assisteva al proprio funerale e appariva di notte sotto forma di lupo mannaro, vagando per le strade avvolto da un lenzuolo bianco. Altri, invece, pensavano che l'animale fosse semplicemente un lupo posseduto dal diavolo.
Durante una battuta di caccia, il 9 ottobre 1685, la gente del posto riuscì a stanare il lupo dal bosco nei pressi di Neuses e, usando un gallo come esca, lo fece cadere in una fossa ricoperta di sterpaglie, dove rimase intrappolato e dove venne ucciso con pietre e bastoni. Per scacciare il maleficio, gli abitanti compirono poi una sorta di esecuzione post mortem del vecchio borgomastro Leicht: il corpo del lupo venne spellato e rivestito con abiti da uomo, gli amputarono il muso e vi applicarono una maschera di cartone con raffigurato il viso del defunto borgomastro, gli misero una parrucca in testa e lo fecero sfilare per le vie del paese. La carcassa fu poi impiccata a una forca, visibile da tutti, su una collina posta nelle vicinanze. Successivamente, l'animale venne impagliato e conservato per qualche tempo all'interno del museo cittadino.
All'epoca vennero anche scritte alcune poesie di stampo moraleggiante sulla vicenda, le quali forniscono dettagli sul lupo e sulla sua fine: